# Modus Vivendi (episodio de The Tomorrow People)
Modus Vivendi es el décimo noveno episodio de la primera temporada de la serie estadounidense de drama y ciencia ficción, The Tomorrow People. El episodio fue escrito por Ray Utarnachitt y Grainne Godfree y dirigido por Oz Scott. Fue estrenado el 14 de abril de 2014 en Estados Unidos por la cadena The CW.
Stephen sigue entrenando para dominar sus tres poderes y así poder usar la máquina del Fundador para traer a Roger de vuelta a la vida. Mientras tanto, el Fundador ofrece una tregua a los Chicos del mañana. Aún desconfiando de las intenciones del señor Bathory, Cara envía a Russell a hacer una valoración de la oferta. Después de atacar las instalaciones de Ultra, Jedikiah se preocupa porque Ultra descubra que mantiene congelado el cuerpo de Roger y alista la ayuda de John. Finalmente, con la ayuda de Hillary, Stephen intenta traer a su padre de vuelta a la vida.

## Elenco
- Robbie Amell como Stephen Jameson.
- Peyton List como Cara Coburn.
- Luke Mitchell como John Young.
- Aaron Yoo como Russell Kwon.
- Madeleine Mantock como Astrid Finch.
- Mark Pellegrino como el Dr. Jedikiah Price.

## Continuidad
- Marla Jameson fue vista anteriormente en Brother's Keeper.
- Jedikiah irrumpe en las instalaciones de Ultra e intenta destruir la máquina del Fundador pero es descubierto.
- El Fundador ordena la caza de Jedikiah tras el ataque a Ultra.
- John intenta proteger a Jedikiah pero éste se niega a abandonar el cuerpo de Roger.
- El Fundador ofrece una tregua a los Chicos del mañana.
- Cara le revela a Astrid que Stephen se acuesta con Hillary.
- El Fundador logra convencer a Russell de pactar una tregua.
- Jedikiah y John son descubiertos y Roger es sacado de la criopreservación en la que se encontraba.
- Stpehen logra encontrar a Roger en el Limbo y guiarlo de vuelta a su cuerpo.
- Se revela que Hillary mantiene al tanto al Fundador de lo que sucede con Stephen.

## Banda sonora[3]
| N.º | Intérprete  | Título          | Álbum   |
| --- | ----------- | --------------- | ------- |
| 1   | John Newman | «Love Me Again» | Tribute |
| 2   | Flume       | «What You Need» | Flume   |
| 3   | Portrait    | «Hold Me Now»   |         |